# Locul fosilifer Groșerea
Locul fosilifer Groșeru este o arie protejată de interes național ce corespunde categoriei a IV-a IUCN (rezervație naturală de tip paleontologică), situată în județul Gorj, pe teritoriul administrativ al comunei Aninoasa.

## Localizare
Locul fosilifer cu o suprafață de 1 ha se află în partea central-sudică a județului Gorj, în apropierea satului Costești, în lunca unui mic părău afluent de stânga al râului Groșerea.

## Descriere
Rezervația naturală a fost declarată arie protejată prin Legea Nr.5 din 6 martie 2000 (privind aprobarea Planului de amenajare a teritoriului național - Secțiunea a III-a zone protejate) și reprezintă o arie naturală (în lunca Groșerei) formată din depuneri aluvionare, unde au fost descoperite resturi fosile de faună Sarmațiană, depozitate în stratele de rocă sedimentară constituită din nisipuri și argile.